# Київська районна в м. Харкові рада
Київська районна в м. Харкові рада — районна в м. Харкові рада, представницький орган, що здійснює функції та повноваження місцевого самоврядування, визначені Конституцією України і законами України, бере участь у місцевому самоврядуванні м. Харкова, створює свої виконавчі органи та обирає голову ради, який одночасно є і головою її виконавчого комітету, самостійно складає, розглядає, затверджує та виконує районний бюджет.
Не утворена (ліквідована) після закінчення терміну повноважень V (XXV) скликання 2010 року на підставі рішення чергової 38 сесії Харківської міської ради V скликання, що відбулася 25 листопада 2009 року.

## Депутати, склад депутатських фракцій і постійних комісій

### V (XXV) скликання
Список депутатів V скликання становить 60 осіб.
Створено вісім постійніх комісій:
- з питань планування бюджету і фінансів;
- з питань економічного розвитку підприємництва;
- з питань житлово-комунального господарства, будівництва, землекористування, транспорту, зв'язку й екології;
- з питань споживчого ринку і захисту прав споживачів;
- з питань охорони здоров’я і соціального захисту населення;
- з питань освіти, науки, культури, молодіжної політики і спорту;
- з питань забезпечення громадського порядку, дотримання законності, охорони прав, свобод і законних інтересів громадян;
- з питань місцевого самоврядування, гласності і депутатської діяльності.

## Голова ради
Кононов Валерій Федорович, з квітня 2006 р.

## Виконавчий комітет й інші виконавчі органи

Структура виконавчих органів Київської районної в м. Харкові ради V скликання